# Joseph Rouffanche
Joseph Rouffanche est un poète français né le 24 septembre 1922 à Bujaleuf, et mort le 21 janvier 2017 à Limoges. Il obtient le Prix Saint-Pol-Roux en 1958, le Prix Anne Van-Qui en 1962 et le Prix Mallarmé en 1984. Son écriture a été saluée par Gaston Bachelard, Georges-Emmanuel Clancier, Philippe Soupault. Il a collaboré aux revues Friches, Analogie et L'Indicible Frontière.

## Biographie
Il naît dans une famille limousine de paysans et d’artisans, son père étant aussi maréchal des logis et chef de gendarmerie.
Il fait ses études à l'EPS de Saint-Léonard-de-Noblat, puis est normalien. Élève instituteur au Lycée Gay-Lussac, à Limoges, il s'inscrit ensuite à l’École normale d’instituteurs de Limoges. Il est Docteur ès lettres et sciences humaines.
Il se marie en 1948. Sa femme, Yolande, normalienne, alors institutrice en Charente sera ensuite professeur certifiée de lettres modernes. Ils auront quatre enfants.
Professeur certifié de lettres modernes en Charente (Chasseneuil, puis Cognac), il enseigne successivement, à partir de 1961, aux lycées Gay-Lussac et Auguste-Renoir de Limoges. Il prend sa retraite en 1982.
En juin 1985, il soutient avec succès une thèse de doctorat d’État à l'université Paris-Nanterre intitulée Espace du cœur et passion du temps dans l’œuvre poétique de Jean Follain (publiée par René Rougerie).
Joseph Rouffanche a participé activement à des revues comme Friches (J. P. Thuillat), Analogie (L.Bourdelas),L'Indicible frontière (L.B.). Il a présidé le Centre d'Action Poétique (Limousin).
La Ville de Limoges lui a rendu un hommage officiel en 2011, à la BFM, en présence de plusieurs poètes et personnalités, et de son éditeur René Rougerie, à l'initiative de Monique Boulestin et Laurent Bourdelas.
Joseph Rouffanche meurt en janvier 2017, à l'âge de 94 ans.

## Œuvre

### Poésie
- Les Rives blanches, Éditions Debresse, 1951
- Le Marteau lourd, Éditions Seghers, 1954
- La Violette, le Serpent, Éditions Paragraphes, 1955
- Deuil et luxe du cœur, Rougerie éditeur, 1956
- Élégies limousines, José Millas-Martin, 1958 - Prix Saint-Pol-Roux
- L’Araignée d’or, Éditions La tour de feu, 1959
- Dans la boule de gui, Éditions Grassin, 1962 - Prix Anne Van-Qui
- La Vie sans couronne, Rougerie éditeur, 1965
- Où va la mort des jours, ORACL, 1983 - Prix Mallarmé
- L’Avant-dernier devenir, Rougerie éditeur, 1988
- En laisse d’infini, Rougerie éditeur, 2000
- Instants de plus, suivi de En progrès d’ombre, Rougerie éditeur, 2004

### Autres publications
- 12 poètes, 12 voix(es), anthologie de la poésie limousine contemporaine, Saint-Yrieix-la-Perche, Cahiers de Poésie Verte, 1997.  (ISBN 2-905422-26-2)
- Jean Follain et la passion du temps, Rougerie éditeur, 2001
- Souvenirs d'école : …Des écrivains racontent (Corrèze, Creuse, Haute-Vienne) (ouvrage collectif, préface de Jean-Guy Soumy), Éditions Les Monédières, 2004..........

## Hommage
En 2009, un hommage est rendu au poète à la Bfm de Limoges, à l'initiative de Laurent Bourdelas et de la députée Monique Boulestin, en présence de nombreux poètes et personnalités. À cette occasion, le poète reçoit la médaille d'honneur de la Ville de Limoges. Alain Lacouchie évoque sa vie dans Les Cahiers de Robert Margerit n° XXI de décembre 2017.

## Adaptations
- En 1985, le metteur-en-scène Michel Bruzat adapte certains de ses poèmes sous le titre La cicatrice ne sait plus chanter, au Théâtre de La Passerelle à Limoges.
- En 2000, Laurent Bourdelas lit ses textes dans le cadre du Printemps des poètes, aux Anciennes Majorettes de la Baule à Limoges.